# Die Tochter des Kalifen
Die Tochter des Kalifen (Originaltitel: The Adventures of Hajji Baba) ist ein 1954 veröffentlichter US-amerikanischer Abenteuerspielfilm von Don Weis mit John Derek und Elaine Stewart in den Hauptrollen.

## Handlung
Isfahan, Persien, im Mittelalter. Der einfache Barbier Hajji Baba träumt von einem besseren Leben, während die hochnäsige und selbstsüchtige 17-jährige Kalifentochter und Prinzessin Fawzia ihren Vater zu einer Heirat mit dem Prinzen Nur al-Din drängt. Dieser will sie jedoch mit Ahmed verheiraten, dem Prinzen von Basra. Heimlich korrespondiert sie mit Nur al-Din und flieht aus dem Palast, um seinen Boten zu treffen. Stattdessen trifft sie jedoch auf Hajji Baba, mit dem sie auf ihren Wunsch hin zusammen vor den Wachen ihres Vaters flieht. Dieser verlangt von ihr dafür einen Smaragd-Ring. Sie reiten durch die Wüste und gelangen ins Karawanenlager von Osman Aga, bei dem sie Unterkunft finden, wobei Hajji die Identität von Fawzia geheim hält, die sich als Mann verkleidet hat. Osman Aga prahlt vor Hajji mit der Tänzersklavin Ayesha, die er an Nur al-Din verkaufen will, was Fawzia eifersüchtig macht. Im Karawanenlager tauchen sowohl Fawzias Vater als auch Nur al-Dins Spione auf, die die Prinzessin entführen wollen, woraufhin sie und Nur al-Din aus dem Lager erneut in die Wüste fliehen.
Zunächst geraten sie in die Fänge der Soldaten des Kalifen, werden in einem Gebirgspass jedoch in einen Hinterhalt gelockt und von bewaffneten Frauen eines Turkmenenstammes angegriffen und gefangen genommen. Es stellt sich heraus, dass die Gruppe vor allem aus ehemaligen Sklavinnen besteht, darunter auch Fabria, einer ehemaligen Sklavin von Fawzia, deren Identität enttarnt wird. Fawzia wird von Fabria gefoltert, wie auch Hajji, als er versucht, sie zu befreien. Fawzia gesteht Hajji ihre Erkenntnis, dass sie grausam und selbstsüchtig war und sich in ihn verliebt hat und auch Hajji sagt, er habe sich in sie verliebt. Nur al-Dins Männern gelingt es in zwei Gefechten die Turkmenen-Frauen zu besiegen und die beiden aus dem Lager zu befreien. Als sie Nur al-Din treffen, verlangt Hajji jedoch lediglich seine Belohnung, woraufhin die erboste Fawzia behauptet, Nur al-Din zu lieben. Sie reitet mit Nur al-Din und seinen Männern fort, der kurz darauf zwei Männer zurückschickt, um Hajji den Smaragd abzunehmen, der sich jedoch gegen sie zur Wehr setzen kann. 
Einige Zeit später trifft der inzwischen reiche Hajji wieder auf den Händler Osman Aga, der mit einer Karawane mit Waren zu Nur al-Dins Hochzeit mit Fawzia aufbrechen will. Hajji gesteht, dass er in Fawzia verliebt ist. Währenddessen findet Fawzia heraus, dass ihr Verlobter mit dem Sklavenmädchen Ayesha verkehrt. Nur al-Din offenbart, dass er Fawzia nur heiraten will, um die Herrschaft über Isfahan zu erlangen und dass er nicht davor zurückschrecken würde, sie zu töten, wenn sie sich ihm widersetzt. Hajji schmuggelt sich mit Hilfe von Osman Aga ins Lager von Nur al-Din ein und flieht mit Fawzia, verfolgt von Nur al-Din. Es kommt zum Kampf zwischen den beiden Rivalen, bei dem Nur al-Din getötet wird. Zurück in Isfahan heiraten Fawzia und Hajji.

## Produktion
Der Film basiert auf dem Buch The Adventures of Hajji Baba of Ispahan von James Justinian Morier, das 1824 erschien. Die Dreharbeiten begannen am 12. April 1954. Linda Christian sollte eine Rolle spielen, schied jedoch aus und wurde durch Amanda Blake ersetzt.

## Rezeption
- Lexikon des internationalen Films: „Ein ebenso naives wie oberflächlich-schauprächtiges Orientmärchen mit dezent beigemischter Erotik und der grotesken Wirkung waschechter amerikanischer Songs.“[3]